# Sidy Mihály
Sidi Sidy Mihály (fl. 1672–1711), Zala vármegye külön kiküldött követe az 1705-ben zajló Szécsényi országgyűlésen, az egervári várkastély helyettes kapitánya, zalai főszolgabíró, andráshidai, nagypáli, zélpusztai és teskándi földbirtokos.

## Élete
A zalai római katolikus nemesi származású sidi Sidy család sarja. Sidy Mihály az összeírások szerint győri esperességből származott és 1672-ben a Nagyszombati Egyetemen végezte a tanulmányait. Jogi tanulmányai befejezése után a heves jellegű dunántúli török háborúkba szállt és katonáskodott. Sidy Mihály az 1680-as évek második felében valamint Zala vármegyében az egervári vajdai tisztséget töltötte be gróf Széchenyi György (1656–1732) várnagy mellett, aki az esztergomi érsek unokaöccse volt.
Sidy Mihály egervári helyetteskapitány 1690-ben nagypáli és zélpusztai földbirtokosként szerepelt; egervári helyetteskapitány 1692. május 4-én I. Lipót magyar király királyi adomány révén beiktatta a Teskándon, Dobronyban és Szenterzsébeten földbirtokrészekre. 1701. március 13-án még az egervári alkapitányi tisztséget töltötte. 1701. december 17-én Sidy Mihály zálogba adta 120 forintért a zélpusztai birtokot szentgyörgyvölgyi falubelieknek, gróf Széchenyi György jobbágyainak (később unokája, boldogfai Farkas Ferenc (1713–1770) Zala vármegye alispánja, visszaváltotta 1749-ben).
Sidy Mihály zalamegyei külön kiküldött követ jelen volt 1705. szeptember 20-án a Szécsényi országgyűlésen. A szabadságharc lezárása után, 1707. január 23-án mivel telekesi Török István sümegi kuruc várparancsnok leköszönt tisztségéről, a sümegi commendánsságra (várparancsnokságra) Egerváry Istvánt, Palásthy Lászlót és Sidy Mihályt gróf Esterházy Antal bizta meg. Sidy Mihály földbirtokos 1709-ben a kapornaki járás főszolgabírájáként tevékenykedett; állandó lakhelye a Kálócfán (ma Kálócfapuszta, Kiskutas településrésze) levő háza volt. 1709. december 16-án a Sümegen tartott Zala vármegye közgyűlésén Sidy Mihály lemondott a hivataláról és helyére a vármegyék közönsége rajki Rajky Pál urat választotta meg főszolgabírónak; mivel az akkori dolgok állása megkövetelte, hogy a főszolgabíró a saját járása kebelében állandó lakóhellyel rendelkezzen, Sidy Mihály kényszerült lemondani. 1710. február 28-án, március 28-án, és május 4-én Sidy Mihály és Egry János megjelentek a vármegyei közgyűlésen gróf Széchényi György képviseletében a megbízólevelével.

## Házasságai és gyermekei
Sidy Mihály (†1711) egervári vicekapitány, földbirtokos feleségül vette az ősrégi zalai nemesi származású szenterzsébeti Terjék család sarját, szenterzsébeti Terjék Mária (fl. 1688–1692) kisasszonyt, akinek a szülei szenterzsébeti Terjék János (fl. 1632–1674), a nyitrai püspökség és nyitrai vár tiszttartója 1643 és 1663 között, zalai adószedő 1645–1646-ban, a boldogkői vár tiszttartója 1667 és 1674 között, zalai földbirtokos, valamint pohroncz-szelepcsényi Maholányi Borbála (fl. 1655) voltak. A menyasszony apai nagyszülei szenterzsébeti Terjék Gergely (fl. 1597–1623), zalai adószedő, földbirtokos, és rudnói Rudnay Borbála (fl. 1633) asszony voltak. Sidy Mihály és szenterzsébeti Terjék Mária házasságából született:
- Sidy Dorottya (*1693–†Boldogfa, 1775. március 1.) Férje: boldogfai Farkas János (?–1724), a zalaegerszegi járás helyettes főszolgabírája, földbirtokos
- Sidy Mária (*?–†?). Férje: farkaspatyi Farkas Gábor, kálócfapusztai földbirtokos
- Sidy Pál (fl. 1707–1744), andráshidai földbirtokos, a kapornaki járás főszolgabírája 1741. és 1744. között. Felesége: galántai Bessenyey Erzsébet (fl. 1723–1738).

Sidy Mihály korán vesztette el első feleségét Terjék Máriát, és ezután házasságot kötött nemes Madarász Teréziával. Frigyükből származott:
- Sidy David (*Vasvár, 1703. december 30.–†?)
- Sidy Gábor Sándor (*Kálócfapuszta, 1707. március 4. –†?)